# Amtsberg
Amtsberg ist eine Gemeinde im Erzgebirgskreis in Sachsen. Sie entstand am 1. Januar 1994 aus der Vereinigung der Gemeinden Weißbach, Schlößchen (damals beide im Landkreis Zschopau) und Dittersdorf (damals Landkreis Chemnitz). Die neugebildete Gemeinde wurde dem Landkreis Zschopau zugeordnet, im Zuge der Kreisgebietsreform 1994 ab 1. August 1994 dem Mittleren Erzgebirgskreis. Seit dessen Auflösung im Zuge der Kreisgebietsreform am 1. August 2008 liegt die Gemeinde im Erzgebirgskreis.

## Geografie
Die Gemeinde Amtsberg liegt zwischen den Flüssen Zwönitz und Zschopau. Der höchste Punkt der Gemeinde ist die Dittersdorfer Höhe im Ortsteil Dittersdorf mit 553 m. Der Ortsteil Dittersdorf ist ein Waldhufendorf. Es liegt in einer Südwest-Nordost-Richtung vom Zwönitztal bis zur Dittersdorfer Höhe. Der Ortsteil Weißbach (ebenfalls ein Waldhufendorf) liegt südlich von Amtsberg in west-östlicher Richtung. Östlich von Weißbach befindet sich der Ortsteil Schlößchen, ein ehemaliges Vorwerk. Der Ortsteil Wilischthal am Zusammenfluss von Zschopau und Wilisch befindet sich südlich von Weißbach und Schlößchen.
Nachbargemeinden
|                          | Chemnitz (Stadtteile Einsiedel und Kleinolbersdorf-Altenhain) | Gornau/Erzgeb. |
| Burkhardtsdorf OT Kemtau | Kompassrose, die auf Nachbargemeinden zeigt                   | Zschopau       |
| Gelenau/Erzgeb.          | Drebach OT Grießbach                                          |                |

Gliederung

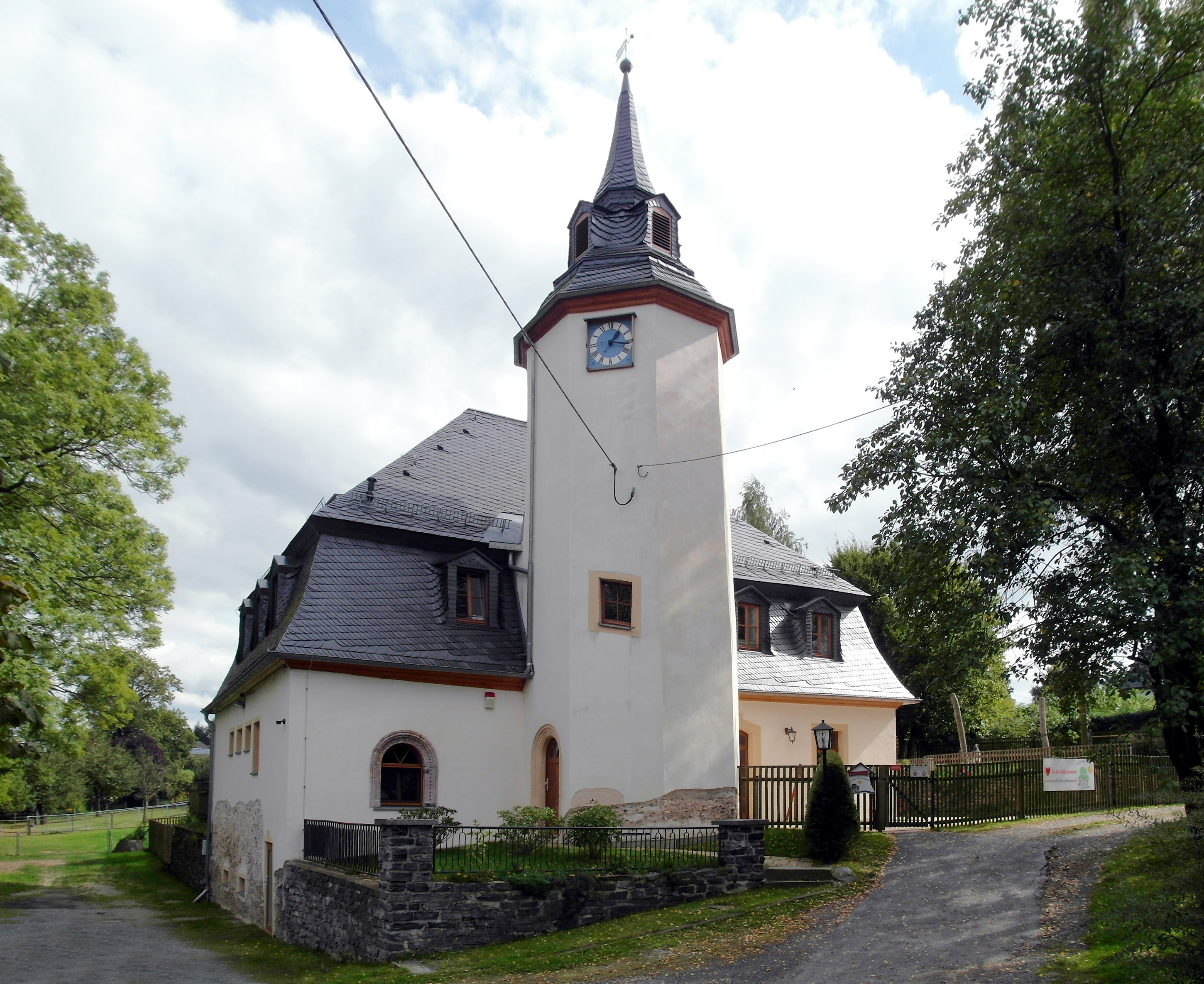
Turmhaus Rittergut Schlößchen (Amtsberg)

Die Gemeinde Amtsberg besteht aus folgenden Ortsteilen:
- Weißbach
- Dittersdorf
- Schlößchen
- Wilischthal

## Einwohnerentwicklung
Folgende Einwohnerzahlen beziehen sich auf den 31. Dezember des voranstehenden Jahres mit Gebietsstand Januar 2007:
| 1982 bis 1988 - 1982: 4.731 - 1983: 4.664 - 1984: 4.645 - 1985: 4.536 - 1986: 4.482 - 1987: 4.377 - 1988: 4.294 | 1989 bis 1995 - 1989: 4.207 - 1990: 4.181 - 1991: 4.062 - 1992: 4.020 - 1993: 4.024 - 1994: 4.047 - 1995: 4.069 | 1996 bis 2002 - 1996: 4.219 - 1997: 4.301 - 1998: 4.296 - 1999: 4.289 - 2000: 4.341 - 2001: 4.349 - 2002: 4.369 | 2003 bis 2009 - 2003: 4.348 - 2004: 4.291 - 2005: 4.253 - 2006: 4.185 - 2007: 4.144 - 2008: 4.117 - 2009: 4.062 | 2012 bis 2013 - 2012: 3.879 - 2013: 3.847 |

Quelle: Statistisches Landesamt des Freistaates Sachsen

## Politik

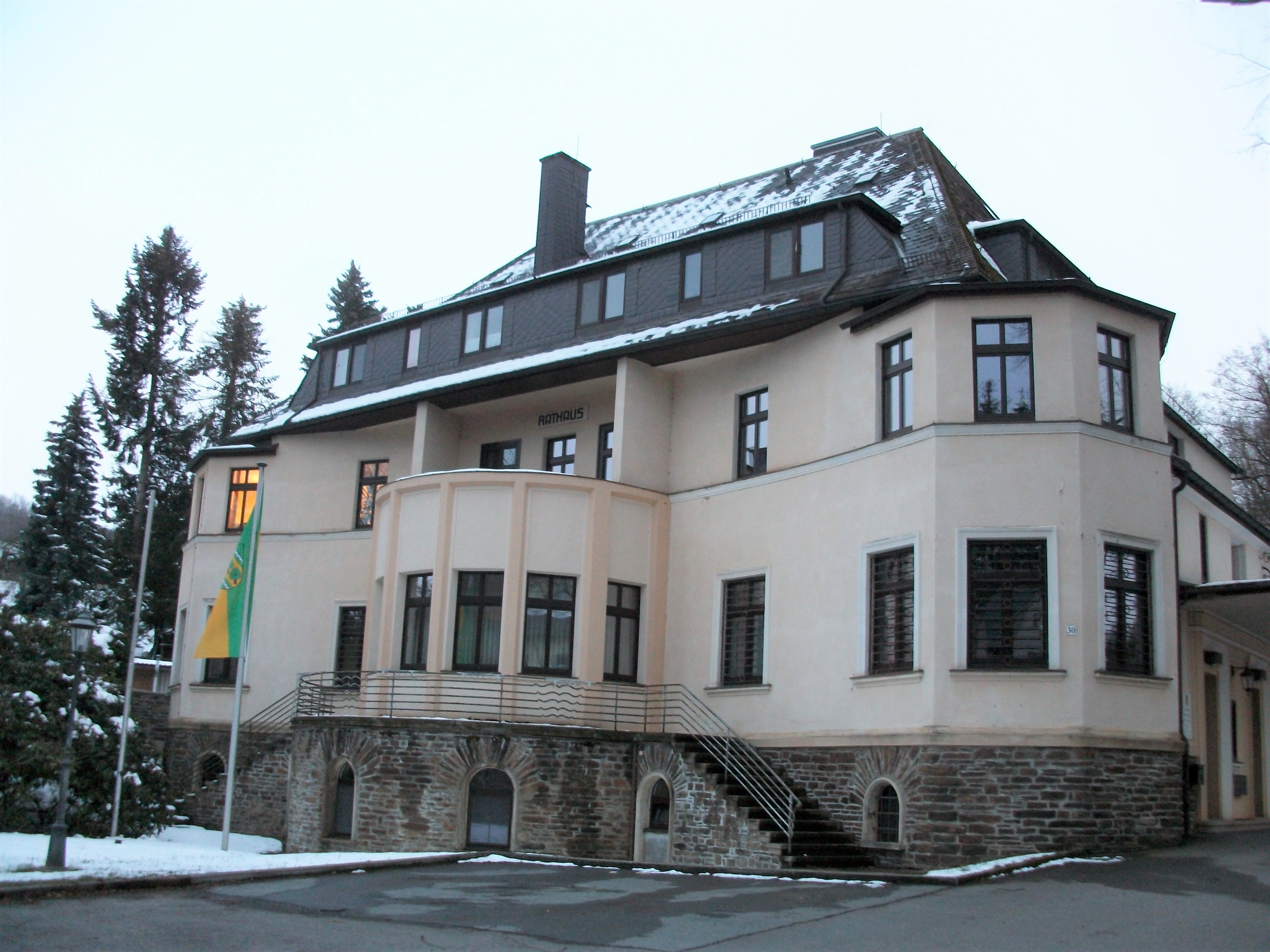
Rathaus Amtsberg in Dittersdorf

### Gemeinderat
- SPD: 2
- BI A: 2
- CDU: 8
- AfD: 4

Seit der Gemeinderatswahl am 9. Juni 2024 verteilen sich die 16 Sitze des Gemeinderats folgendermaßen auf die einzelnen Gruppierungen:
- CDU: 8 Sitze
- AfD: 4 Sitze
- SPD: 2 Sitze
- Bürgerinitiative Amtsberg: 2 Sitze

| Liste                     | 2024   | 2024   | 2019   | 2019   | 2014   | 2014   |
| Liste                     | Sitze  | in %   | Sitze  | in %   | Sitze  | in %   |
| ------------------------- | ------ | ------ | ------ | ------ | ------ | ------ |
| CDU                       | 8      | 49,4   | 8      | 45,6   | 9      | 52,0   |
| AfD                       | 4      | 23,8   | 3      | 18,1   | –      | –      |
| SPD                       | 2      | 14,6   | 2      | 13,8   | 3      | 19,4   |
| Bürgerinitiative Amtsberg | 2      | 9,3    | 2      | 10,5   | 2      | 12,8   |
| Grüne                     | –      | 2,9    | –      | 4,7    | –      | –      |
| Linke                     | –      | –      | 1      | 7,4    | 2      | 12,5   |
| FDP                       | –      | –      | –      | –      | –      | 3,2    |
| Wahlbeteiligung           | 78,1 % | 78,1 % | 72,9 % | 72,9 % | 62,6 % | 62,6 % |

### Bürgermeister
Hauptamtlicher Bürgermeister der Gemeinde ist seit 1994 der 1966 geborene Sylvio Krause (CDU). Er wurde zuletzt im Juni 2022 im 93,3 Prozent der abgegebenen Stimmen wiedergewählt.
| Wahl | Bürgermeister | Vorschlag | Wahlergebnis (in %) |
| ---- | ------------- | --------- | ------------------- |
| 2022 | Sylvio Krause | Krause    | 93,3                |
| 2015 | Sylvio Krause | CDU       | 72,4                |
| 2008 | Sylvio Krause | CDU       | 82,9                |
| 2001 | Sylvio Krause | CDU       | 92,6                |
| 1994 | Sylvio Krause | CDU       | 84,7                |

## Kultur und Sehenswürdigkeiten

### Gedenkstätten

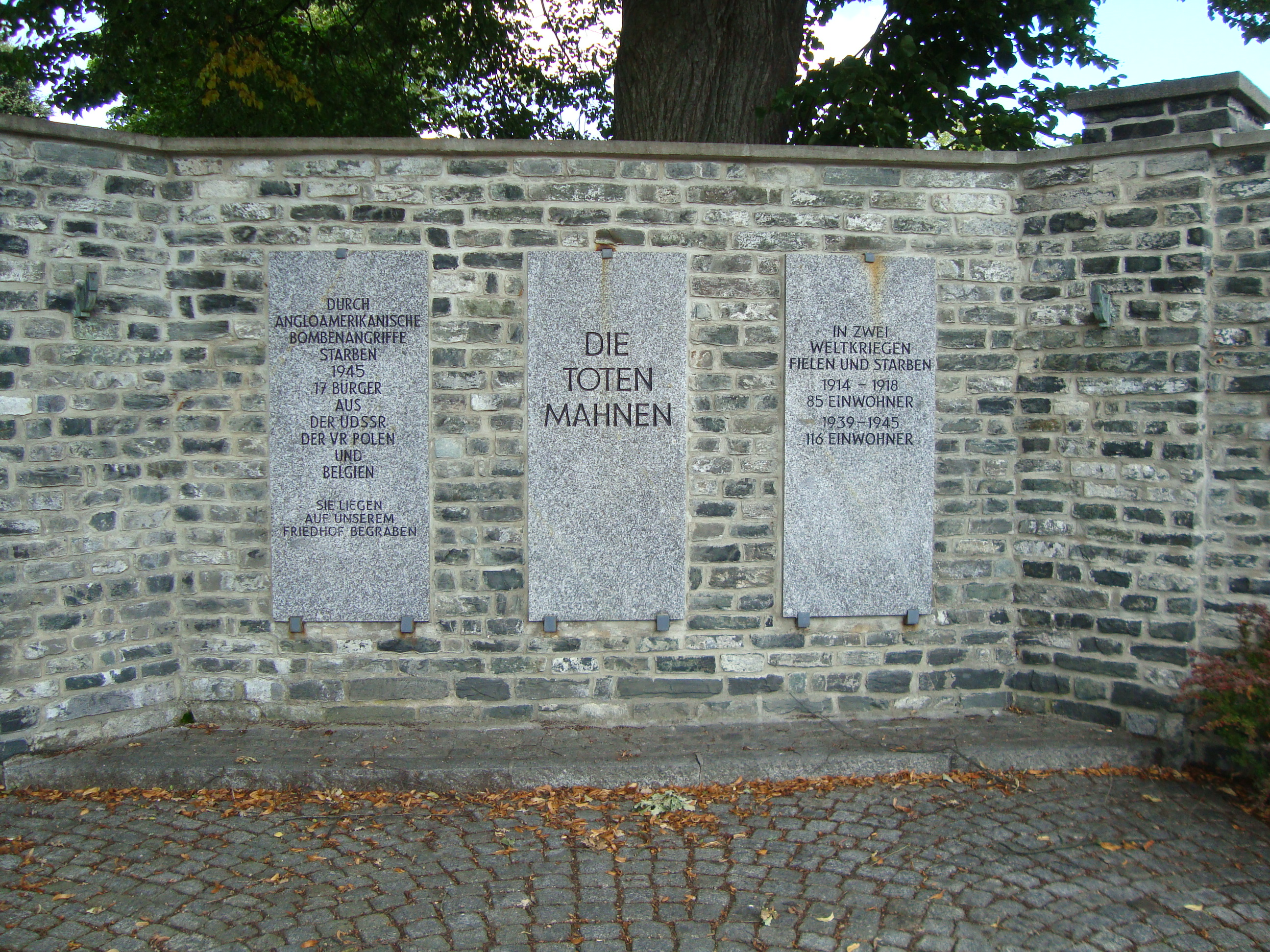
Gedenktafeln in der Friedhofsmauer von Weißbach

- Drei Gedenktafeln aus dem Jahr 1978 auf dem Friedhof des Ortsteiles Weißbach erinnerte an 17 Frauen und Männer aus der Sowjetunion, Polen und Belgien, die während des Zweiten Weltkrieges nach Deutschland verschleppt und Opfer von Zwangsarbeit wurden. Die Tafel wurde 1994 durch einen Gedenkstein ersetzt.
- Gedenktafeln vor dem Friedhof des Ortsteiles Schlösschen erinnerten an die Toten des Ersten Weltkrieges aus Schlösschen.

### Religionen
In den Ortsteilen von Amtsberg befinden sich evangelisch-lutherische Kirchengemeinden. In Dittersdorf und Weißbach gibt es außerdem evangelisch-methodistische Kirchengemeinden.

### Naturschutz
- Siehe auch: Liste der Naturdenkmale in Amtsberg

## Verkehr

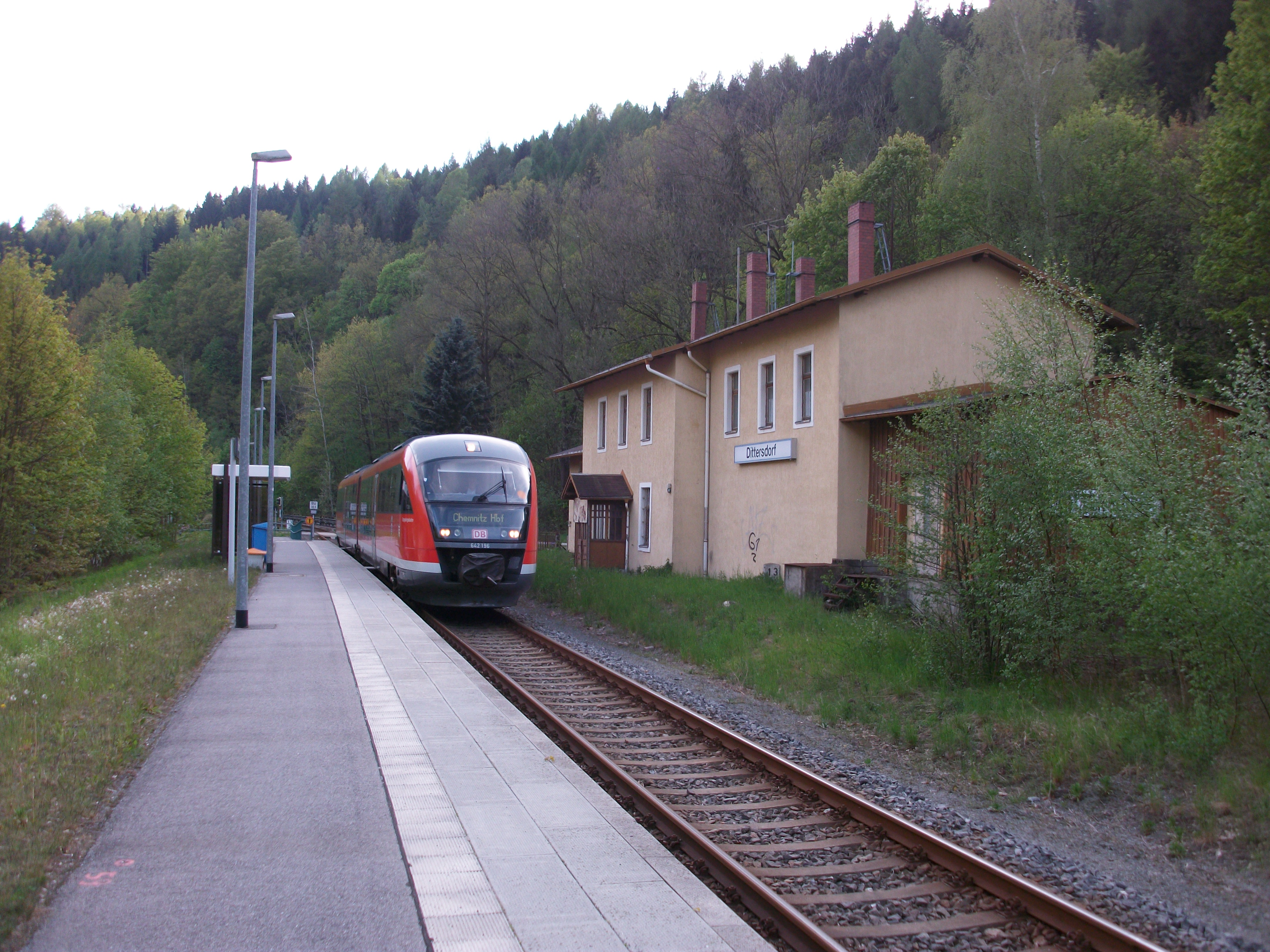
Damaliger Haltepunkt Dittersdorf mit Triebwagen der Erzgebirgsbahn (2016)

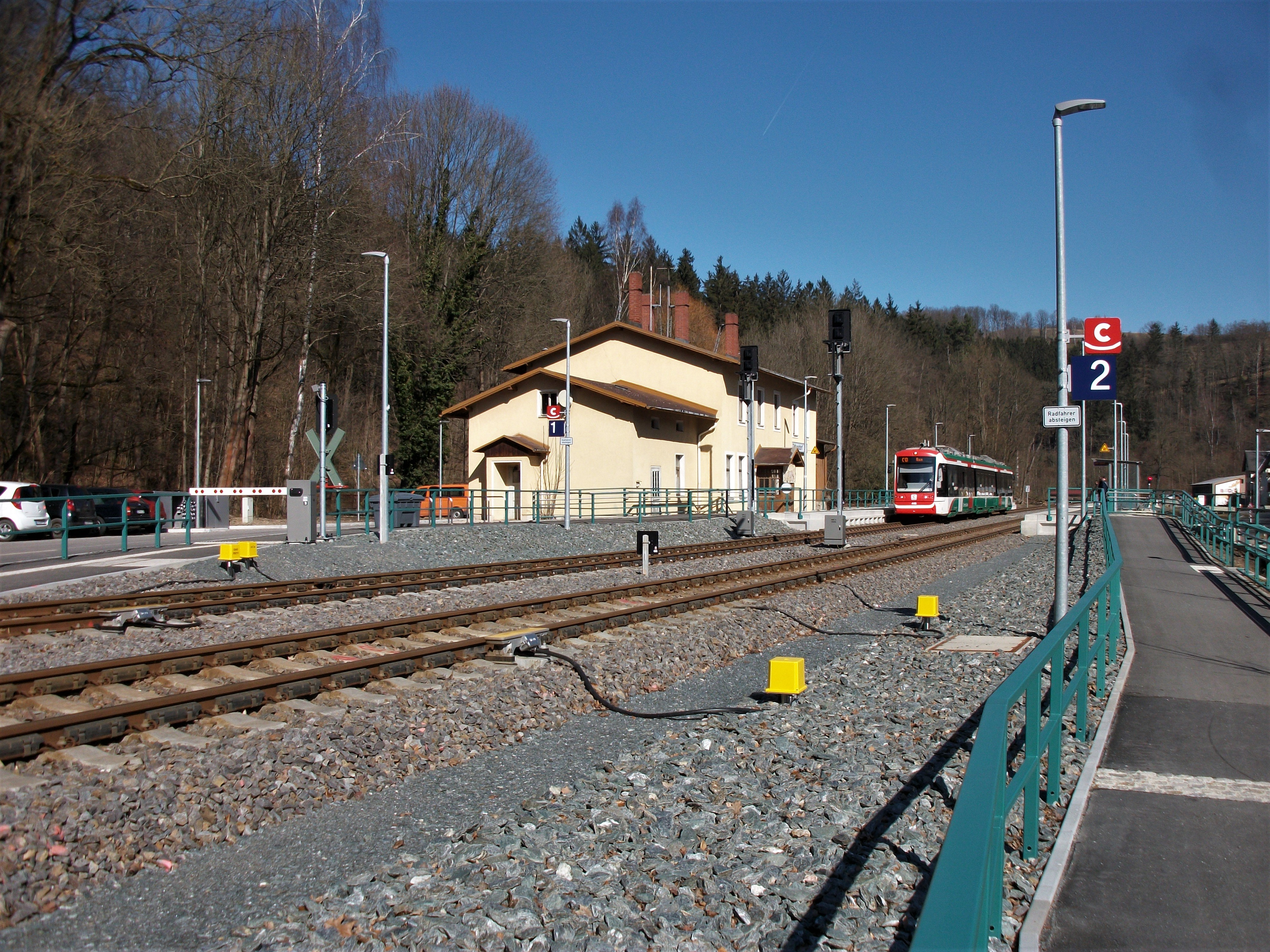
Umgebauter Bahnhof Dittersdorf mit Triebwagen der City-Bahn Chemnitz (2022)

Amtsberg wird von der B 180 durchzogen, des Weiteren besteht in Dittersdorf Anschluss an die B 174. In Dittersdorf befindet sich ein Bahnhof an der Bahnstrecke Chemnitz–Aue. Die Betriebsstelle war zwischenzeitlich zum Haltepunkt herabgestuft, jedoch im Zuge des Streckenausbaus zu deren Einbindung ins Chemnitzer Modell wieder zweigleisig als Kreuzungsbahnhof ausgebaut. Seit Januar 2022 besteht mit der Linie C13 der City-Bahn Chemnitz ganztägig ein Stundentakt nach Aue, Chemnitz und Burgstädt. An Werktagen verkehrt zusätzlich die Linie C14 nach Mittweida. Durch Überlagerung beider Linien bestehen im Bahnhof Dittersdorf alle 30 Minuten Verbindungen nach Chemnitz und Thalheim.

## Bildung und Soziales
Im Ortsteil Dittersdorf befindet sich eine Grundschule.
Die Mittelschule im Ortsteil Weißbach wurde Ende des Schuljahres 2005/2006 auf Grund zu geringer Schülerzahlen geschlossen.
Die Gemeinde besitzt drei Kindereinrichtungen. Die Einrichtungen "Regenbogen" im Ortsteil Dittersdorf und "Knirpsenland" im Ortsteil Weißbach werden kommunal betrieben, "Generationenhaus Lebensbaum" im Ortsteil Schlösschen wird durch den freien Träger gleichen Namens geführt.

## Persönlichkeiten
- Emil Esche (* 1896 in Schlößchen-Porschendorf; † 1948 in Augsburg-Kriegshaber), Maler
- Giso Weißbach (* 1940), Schauspieler und Sänger (in Schlösschen geboren)
- Thomas Ranft (* 1945), Grafiker (wohnt jetzt in Dittersdorf)
- Britta Günther (* 1970), Historikerin und Archivarin (wohnt jetzt in Weißbach)